# 茲拉托皮爾
兹拉托皮尔（羅馬化：Zlatopil），2024年9月前名为五一镇（羅馬化：Pervomaiskyi），是乌克兰哈爾科夫州洛佐瓦區五一镇市镇内的城市及该市镇的行政中心，2020年7月18日前為五一鎮區的行政中心（该市在2020年7月18日前为州辖市，并不在该区的管辖范围内）。面積为30.8平方公里，2022年人口数量为28,510人。
2024年9月19日，乌克兰最高拉达将此市的名字改为兹拉托皮尔。

## 友好城市
- 乌克兰 喬爾特基夫（2022年9月4日）
- 波蘭 古賓（2023年6月2日）

## 当地名人
- 亞歷山大·阿布拉緬科：乌克兰自由式滑雪运动员。

## 图集

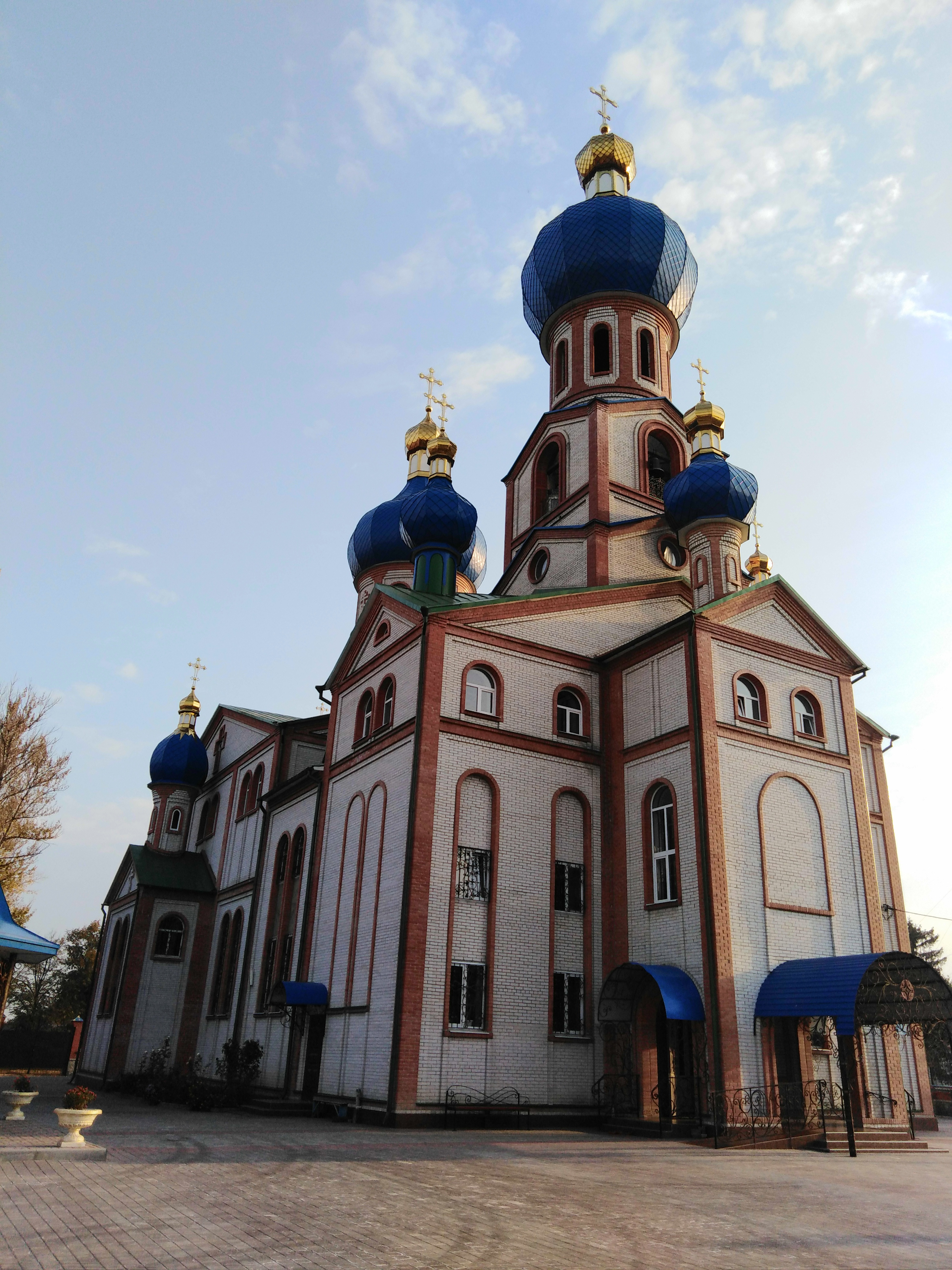
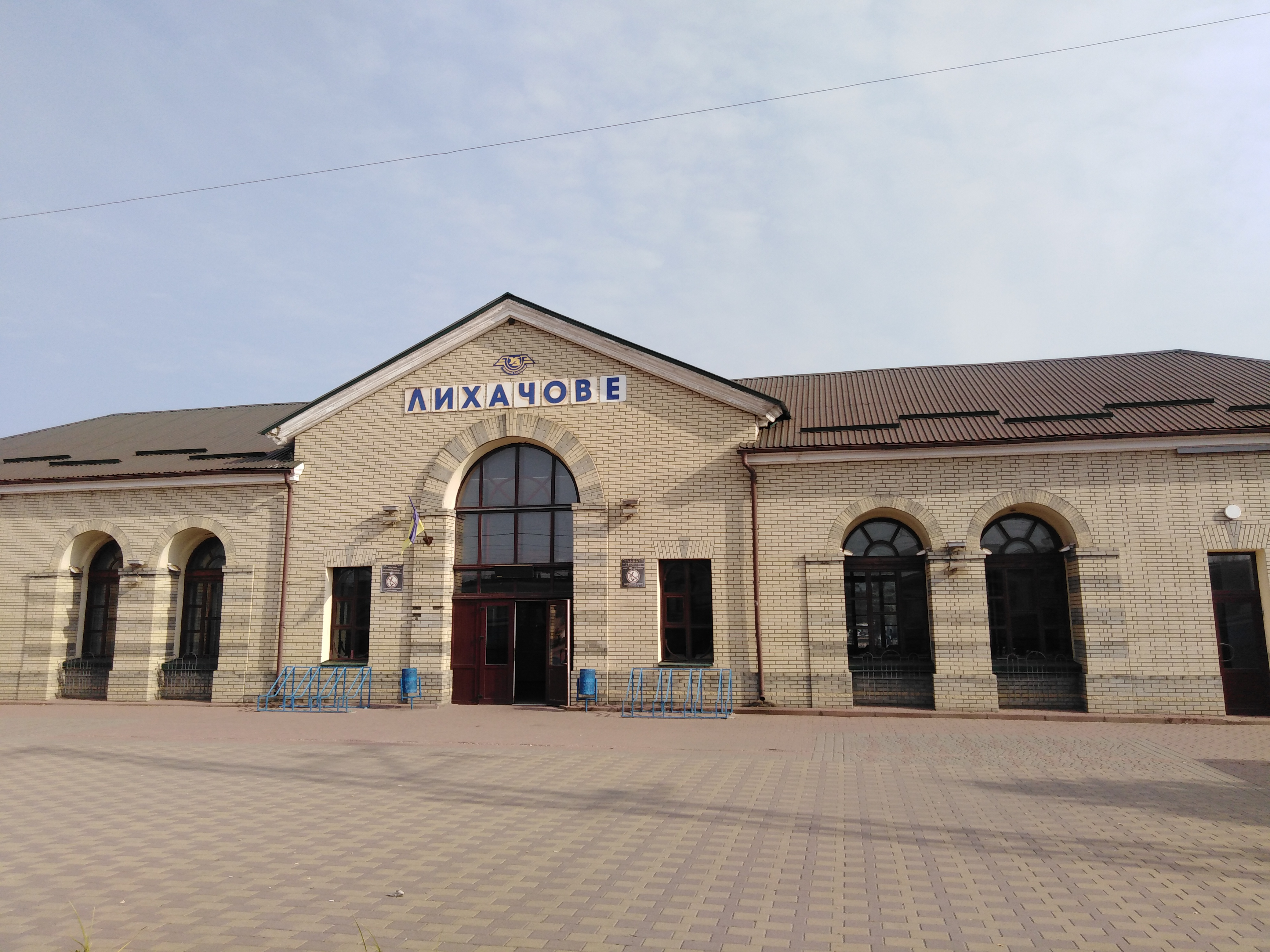